# 吉瀬真珠
吉瀬 真珠（きちせ しんじゅ、2003年6月22日 - ）は、日本のタレント、アイドルであり、女性アイドルグループいぎなり東北産のメンバー。宮城県仙台市出身。スターダストプロモーション所属。
元「iDOL Street」のストリート生、「SENDAI Twinkle☆moon」メンバー。

## 人物
- キャッチコピーは「彗星の如く 現れた真珠星」[2]
- 言われてうれしい一言「かわいいね♡」
- 愛称は「じゅっち」
- 趣味は、読書（少年漫画・ミステリー小説）、漫画[3]、アニメ[4][5]

、スポーツ観戦、旅行、コーヒー。
- 特技は、ダンス、母音で会話、謎解き、エアシュート[1]。
- 小学校の先生から「小学校で震災を経験した世代が（当時小学1年生だった）私たちで最後だから あの日を経験していない次世代の方が出てくるから その人たちにも伝えていってほしい」と伝えられたという[6]。
- オーディションを受けたのは、中学3年生の時にカバンを探していて、お目当てのカバンのあるEBeanSに行ったところ、オーディションのポスターを見つけたのがきっかけ。見つけた翌日にオーディション開催だったため、偶然ではなく必然だと感じたと後に振り返った[7]
- 2023年1月に開催されたスタプラアイドルフェスティバルで「10秒CMチャレンジ」に出場し優勝した[8]。
- 2023年、吉瀬真珠が制作に参加した喜久屋書店仙台店のポップが「薫る花は凛と咲く」店頭装飾コンクールで優秀賞を受賞した[9]。
- 2023年7月9日に開催された第四回「東北産カップ」ボウリングで優勝。
- 自身が考案した「よろしくまくん」というオリジナルキャラクターがあり[10]、グッズ「うれしんじゅ♡よろしくまくんのかわいいスリッパ♡」が販売された。

### 漫画とアニメ
漫画とアニメを愛する。
漫画が大好きな両親の元で育ち、家には1,000冊以上の漫画がある。おもしろすぎて読むのが止まらなくなるため『ガラスの仮面』を読むのは1日1冊という家族内ルールがある。
生まれ育った仙台市は漫画の舞台になることが多く、聖地巡礼も大切な推し活だという。漫画から多くのことを学び、「こんな人になりたい」「こんな考えをしたい」という憧れを漫画からもらっている。漫画を読むとキャラクターたちにつられて、自分も頑張ろうという勇気がもらえると語る。
小学生の時にバスケットボール漫画『SLAM DUNK』（スラムダンク）を読んで衝撃を受け感動する。登場人物の中でも三井寿に憧れを抱き、そのキャラクターを生み出した漫画家の井上雄彦先生を尊敬している。座右の銘は、下手糞の上級者への道のりは己が下手さを知りて一歩目。三井寿の、輝かしい栄光や完璧な姿だけではなく、挫折や困難があってもあきらめずに前を向く姿に魅かれている。
小学生の頃は学校の休み時間や放課後にバスケばかりしていた。高校のスポーツ行事では三井寿んじゅ（MitsuiHisaShinju）になりきってバスケットボール種目に出場した。2020年12月配信の「スタプラローカリズム vol.2 〜ニコSハイパー運動会〜」ではフリースロー対決「左手は添えるだけ…マジックフリースロー！」にて三井寿の名言「おう オレは三井。あきらめの悪い男……」を言ってからシュートを放ちゴールを決めた。
2023年8月18日放送のABSラジオ「タマリバ」内コーナー「いぎなり秋田でラジオっこ！」に出演し、スラムダンクに登場する山王工業高校のモデルとなった能代工業高校（現 能代科学技術高校）のある秋田県能代市を訪れ、能代バスケミュージアムを取材した。
週刊少年ジャンプに連載されていた『僕のヒーローアカデミア』は仲間の素晴らしさ、夢への努力の仕方など青春を一緒に過ごせた気分になり、『呪術廻戦』はストーリーの破天荒さ、人として大事な教訓、人のはかなさをひしひしと感じたという。作者に感謝している。2023年から連載を開始した『カグラバチ』は、奇想天外で予測不能なストーリーが面白くて、描写が綺麗で、技もかっこいいと楽しみにしている。
『名探偵コナン』などのミステリーも好む。2021年2月5日に開催された「2021 台北國際動漫節 ICHIBAN JAPAN STAGE トークショー」にてアニメ版で工藤新一の声優を務める山口勝平、アニメのプロデューサーを務める諏訪道彦と共演した。好きな回は、ピアノソナタ『月光』殺人事件。
2024年8月21日深夜放送のTBS系『よるのブランチ』のコーナー「よるも語りたいほどマンガ好き」に出演した。
映画観賞も好きで、特にミステリー系が好きという。

### いぎなり東北産として
2018年11月、結成4年目のいぎなり東北産に途中加入した。
吉瀬真珠はSLAM DUNKの登場人物である三井寿に憧れている。三井寿は、中学バスケのMVPでありながら高校でバスケ部の入部初日にケガをし、それが原因でバスケから離れ、2年間のブランクを経てバスケ部に復帰し、抜群のバスケセンスで活躍した登場人物である。
真珠は2014年から約3年間iDOL Streetの候補生としてアイドルの活動をしており、選抜メンバーに選ばれることも多かったが、2017年に卒業し一旦はアイドルから離れた。その後約1年間のブランクを経て2018年11月にいぎなり東北産の新メンバーとなった。東北産に新メンバーが加入するのは約2年半振り、在籍メンバー8名は結成・加入から3-4年目となっており、吉瀬は困難に直面することもあったが、みんなが真珠の誕生日をお祝いしてくれたりして次第に打ち解けていった。
いぎなり東北産リーダーの橘花怜は吉瀬真珠の加入について「真珠のすごい上手なパフォーマンスの見せ方に『こんな表現があるんだ』と気付かされ、他のメンバーもどんどん自分の得意な部分を掘り下げていった感じする」と振り返っており、他のメンバーも刺激を受けたという。グループでは、あざとい担当、あざとくてかわいくて“ザ・アイドル”、ダンスがセクシーだったりいろんな引き出しを持っているなどと評価されていて、いぎなり東北産のバズり曲「わざとあざとエキスパート」でも重要なパートを担当している。
- いぎなり東北産でのメンバーカラーは緑
- 東北のおすすめは「素朴」
- 公式ファンクラブ「いぎなり東北ファン倶楽部」でメンバーコンテンツ「しんじゅの独り言」を更新している。
- 2018年12月30日（加入翌月）に開催された「いぎなり東北大忘年会」（@仙台PIT）を印象に残っているライブの一つに挙げた。初の1,000人規模でのステージで、それまで参加していた新曲以外もパフォーマンスすることになり、9人フォーメーションなどに苦労したが、ライブはすごく楽しかったという[28][21]。
- 2019年6月22日（加入1年目）の「東北文化遺産をたずねて〜静かにしろい この音が......東北産を甦えらせる〜」（@岩手銀行赤レンガ館）にて、サプライズで誕生日を祝ってもらえたことも印象に残っている[21]。
- 2020年、初のクラウドファンディングプロジェクト「新曲『re;star』初のメイク＆新衣装でMV制作したい！」の開始にあたり、「みなさまのご支援でMVを作らせてください。皆産みなさまにご協力していただき、素晴らしい作品をお届けいたします。そしてたくさんの方に見ていただきたいです。ぜひ私たちにご支援いただけますよう、どうぞよろしくお願いいたします。」と呼びかけた[29]。
- いぎなり東北産3rdアルバム「東北産万博」に、北美梨寧とのユニット楽曲としてK-POPテイストが盛り込まれたガールズポップ『イヤギハジャ』が収録されている。メイクしながら聴くのにも良い曲とのこと[30]。MBTIはグループ唯一のISTP（巨匠型）[31]。
- 仙台産（仙台生まれ仙台育ち）としてWEB『月刊まっぷる』の「仙台推しガイド」（2023年3月号[32]）や「宮城県の推しみやげ」（2024年4月号[33]）で仙台の観光スポットや宮城県のお土産を紹介している。
- 楽天イーグルスとのコラボグルメ「楽天モバイルパーク宮城産いぎなりおいしいプレート」に、好きなチョコブラウニーで仙台名物ずんだをサンドしたメニューがある[34]。

### その他
- 父からは勉強を教えてもらったり、小さい頃から野球観戦に連れて行ってもらっていた[12][35]。いぎなり東北産に加入してからは楽天イーグルスとコラボし、セレモニアルピッチや球場でのイベントに出演、コラボグッズを販売している。コラボイベントを控えて「子どもの頃から憧れていた始球式。四球や死球にならないように至急練習します。よろ始球お願いします。」とコメントしている[36]。
- 小さい頃から「（ママは）永遠の20歳」と教え込まれ、真珠が20歳になるころにはママの年齢が体力的な理由で永遠の20歳から20代に変化したが、そんなママを「しっかりして、永遠の20歳でしょ！」と叱咤激励している[12]。
- 2022年3月に高校を卒業。高校生活で特に印象に残っているのは2年生のクリスマスに学校でパーティーをしたことで、「みんなでケーキを作って食べて、映画を見て、最後はプレゼント交換も！ 楽しかった！ 良い思い出です。」とコメントしている[37]。担任の先生は外国人で、毎日英語に触れながら生活していたという[38]。
- ポジティブ思考でメンバーからもポジティブと言ってもらえることが多いという[39]。初詣のおみくじで「吉」を引いた際にも「吉瀬の吉だと思って、良いことが起こりますようにだピョン！」と前向きに捉えている[40]。
- 体が丈夫で、健康で元気な体作りのために散歩などの運動や十分な睡眠を意識している[41]。
- 自身のいとこやまたいとことの間にはサンタさんに関する暗黙のルールが存在する[42]。

## 略歴
- 2014年1月、『ストリーーーーーグ2』の閉会式が日本青年館大ホールで開催され、e-Street SENDAI（第5期生）として初お披露目された（沓掛真珠として活動）。
- 2017年3月、『ストリート生 2016年度全校集会』をもって、e-Street SENDAIを卒業。
- 2018年、ガールズ＆ボーイズオーディションに合格[28]
- 2018年11月、いぎなり東北産に加入
- 2018年11月18日、あべのキューズモールのフリーイベントにて「大阪で生まれた女」をソロで披露[43]
- 2018年11月23日、いぎなり東北産6thシングル「百花繚乱物語」リリースイベント（@EBeanS）にて正式お披露目[44]
- 2021年2月5日、2021 台北國際動漫節 ICHIBAN JAPAN STAGE トークショー「山口勝平 × 諏訪道彦 Special Talk Stage」に出演
- 2021年6月22日、個人Instagramを開設[45]
- 2021年6月25日、吉瀬真珠 生誕祭 〜シンジュデレラ舞踏会への招待状〜（@Veats SHIBUYA）を開催
- 2023年4月10日、個人TikTok[46]を開設
- 2023年6月25日、吉瀬真珠 生誕祭 〜Shinjuderella 20th♡party〜（@Spotify O-WEST）を開催。イラストレーター「なつめみく」デザインの生誕グッズ「キラキラ棒」を発売
- 2024年6月23日、吉瀬真珠 生誕祭 〜シンジュデレラ21♡はぴっぴぴバースデー♡〜（@品川 Club eX）を開催。生誕グッズ「しんじゅベア♡」（イラスト：なつめみく）を発売
- 2025年6月15日、吉瀬真珠 生誕祭 キティ瀬のにゃんにゃん♡バースデー♡ （@大手町三井ホール）を開催。

## 出演

### テレビ
- コアラモード.小幡康裕のガチンコスターダストプラネット（2022年2月24日、フジテレビNEXT） - 絢香「みんな空の下」を歌唱
- Iwateen いぎなりインターン IT企業編（2022年12月10日、NHK総合 岩手）[47]
- てれまさ（2023年8月31日、NHK総合 宮城） - テーマは宮城方言の「いきなり」
- よるのブランチ（2024年8月21日深夜、TBS系） - コーナー「よるも語りたいほどマンガ好き」に出演
- あすとつながるテレビ 宮城がもっと好きになる記念日（2024年9月28日、東日本放送）[48] - 石巻市 ギンザケ陸上養殖
- 突撃!ナマイキTV（2025年5月28日、東日本放送） - 宮城でアコヤガイ発見 真珠養殖の可能性は

### ラジオ
- クリエイターズ・スタジオ with ボカコレ（2023年8月17日、JFN系列）
- アイドルジェネレーション（2024年12月13日、ラジオNIKKEI第1）
- MUSIC おいおい!（2025年5月5日 - 5月26日、Date FM） - マンスリーゲスト

### イベント
- 2021 台北國際動漫節 ICHIBAN JAPAN STAGE トークショー「山口勝平 × 諏訪道彦 Special Talk Stage」（2021年2月5日）[49][22]
- プロ野球 東北楽天ゴールデンイーグルス公式戦（2021年6月29日、楽天生命パーク宮城） - 球団公式チアリーダー「東北ゴールデンエンジェルス」とのパフォーマンスに橘花怜と参加[50]
- 渋谷LOFT9アイドル倶楽部vol.39（2023年4月19日、渋谷LOFT9）

### WEB
- いっきゅうオンデマンド（2020年11月28日 12月4日、YouTube）[7][21]
- 乃木坂46の「生のアイドルが好き」（2022年12月21日、ニコニコ生放送）
- DJ Tomoaki's Radio Show!（2023年12月21日 ほか、下北FM）
- やかんとアイドル（YouTube）[51][52][53][54]
- 真山りかのアニメ300％（2025年1月26日、ニコニコ生放送）
- 仙台つーしん レポート（2025年） - 6月30日「味の牛たん喜助 仙台富谷店」[55]、7月5日「煮干そば鶏そば 藍 仙台富谷店」[56]

### その他
- 夕刊フジ（2022年3月19日）[57] - 芸能面11Pに掲載
- IDOL AND READ 033（2023年1月31日発売、シンコーミュージック・エンタテイメント）[58]
- VVmagazine Vol.121（2024年7月30日、ヴィレッジヴァンガード）